# Governatorato di Kirkuk
Il governatorato di Kirkuk (in turcomanno Kerkük; in arabo كركوك‎?; in curdo Kerkûk) è un governatorato dell'Iraq. Dal 1976 fino al 2006 si è chiamato At-Ta'mim (التعميم) che significa "nazionalizzazione" in riferimento ai ricchi possedimenti di petrolio e di gas naturale.
Ha una superficie di 10.282 km² e, secondo una stima del 2003, una popolazione di circa 848.000 abitanti. Il calcolo per il 2023 è invece di 1.808.749 abitanti. Il capoluogo del governatorato è la città di Kirkuk.